# 菅和三郎
菅和三郎（日语：／、1918年—2010年6月28日），原日本秋田縣雄勝町町議会議員。曾經擔任當地「秋之宮草莓」種植販賣協會會長，湯澤市草莓種植批發協會會長等職務。原日本自由民主党總裁，日本內閣總理大臣，菅義偉的父親。

## 生平
曾經在中國東北生活，原滿鉄職員。第二次世界大戰末期，在當時滿洲國的首都，吉林省通化市迎來日本宣佈投降。
戰爭結束後回到日本，返回家鄉秋田縣務農。曾成功地培育了新品種的草莓，並將其命名爲「秋之宮草莓」。

## 脚注
1. ↑  . 日本経済新聞 電子版. 2010-06-29  [2020-09-14] （日语）.